# SBT News
SBT News é uma futura emissora de televisão comercial aberta brasileira, com a programação dedicada principalmente ao telejornalismo, pertencente ao Grupo Patati Patatá e ao Grupo Silvio Santos, através de um acordo de joint-venture, costurado por Rinaldi Faria.
É a segunda emissora de televisão aberta exclusivamente voltada ao hard news depois da Record News.

## História

### Antecedentes
Em 15 de dezembro de 1997, o SBT passou a produzir em conjunto com o CBS Telenoticias o Jornal do SBT, através de um acordo com a CBS. Em março de 1998, o SBT arrendou cinco horas de sua programação nas madrugadas para a exibição de programas da CBS Telenoticias, criando assim o SINAL (Sistema de Notícias da América Latina). O acordo duraria até março de 2000, quando a CBS Telenoticias é vendida para a Sony Pictures Entertainment e substituída pela Telemundo Internacional. No Brasil, o canal não entrou nas operadoras por conta de um acordo com a TV Globo. O espaço da CBS Telenoticias no SBT foi ocupado por documentários e filmes até serem substituídos pela segunda versão do SBT Notícias em abril, que ficaria no ar até fevereiro de 2003 por conta da reestruturação na grade de programação.
Em 20 de setembro de 2016, o SBT estreou a quarta versão do SBT Notícias, com o mesmo formato de 2000 e ocupando as madrugadas de domingo a domingo, substituindo as reprises do Jornal do SBT e as séries exibidas na faixa, sendo esta a versão mais exitosa, chegando a assumir o primeiro lugar. Esse telejornal ficaria no ar até o dia 15 de junho de 2019, quando foi cancelado devido a onda de cortes de gastos na emissora.
Em 2020 Silvio Santos criou o SBT News, que foi lançado como conteúdo multimídia tendo um portal (nos mesmos moldes do G1 e R7) e um canal no YouTube, que ocasionalmente realizava transmissões ao vivo e produzia programas próprios em horários programados. Buscando promover o projeto, no dia 16 de janeiro de 2023, o SBT estreou o SBT News na TV, sendo exibido nas madrugadas de domingo a domingo nas praças sem programação local, cobrindo as matérias em destaque do portal e outros acontecimentos factuais, tal qual já havia feito entre o período de 2000 a 2003 e 2016 a 2019. O telejornal ficaria no ar até o dia 14 de novembro de 2024, quando havia sido encerrado por cortes de gastos e tendo seu espaço ocupado por entalados. No entanto, dez dias depois, o jornal retorna à programação do SBT totalmente repaginado por conta da queda de audiência das séries da madrugada, chegando ao traço literal de audiência.

### Implantação
Rinaldi Faria adquiriu em outubro de 2020 as concessões da TV Eldorado, de São Luís, no Maranhão, que naquele momento exibia em loop as reprises de programas do extinto canal Esporte Interativo e algumas atrações terceirizadas, e a TV Mix Regional, atual Rede 41, de Pirassununga. No dia 20 de novembro do mesmo ano, era lançada a Rede Mais Família, que substituiu, sem aviso prévio, as reprises do Esporte Interativo e a programação local da TV Eldorado por conteúdo religioso e atrações apresentadas pela dupla Patati Patatá. Além disso, a então TV Eldorado já possuía algumas repetidoras pelo país, sobretudo em São Paulo.
No dia 7 de abril de 2025, o portal TV Pop anunciou que a Rede Mais Família daria lugar a versão televisiva do SBT News e que as mudanças aconteceriam em no máximo 90 dias e durante esse período, a programação prévia do novo canal seria transmitida pelo YouTube e no streaming +SBT. A escolha da estação se deve pelo fato do canal estar disponível em boa parte do território brasileiro, além de ser oferecida também por Rinaldi Faria, que assumia a função de consultor da presidência do SBT. Leandro Cipoloni havia ficado como o responsável pela implantação dos projetos para o novo canal. O SBT havia confirmado a informação, mas descartando o lançamento em TV aberta previsto no prazo máximo de três meses, tratando o conteúdo como embrionário. Antes mesmo do anúncio do projeto, a NordesTV já exibia alguns programas do SBT News em TV aberta desde o seu relançamento no dia 4 de abril de 2024.
 

No dia 15 de maio de 2025, o SBT apresentou as suas novidades para o ano, confirmando também o fim do SBT News e de sua edição matinal na emissora-mãe em favor do futuro canal, fundindo o formato usado em um novo telejornal, intitulado SBT Agora nas madrugadas e a nova versão do SBT Manhã na edição matinal. Todavia, no dia 25 foi ao ar a última edição do SBT News na emissora principal e no dia seguinte, o telejornal seria substituído pela sexta versão do SBT Notícias.